# Prokurator Generalny Konga
Prokurator Generalny Konga (fr. Procureur Général du Congo) – naczelny organ prokuratury. Obecnym prokuratorem generalnym jest Teofil Mbitsi.

## Obowiązki
Prokurator generalny reprezentuje państwo w sprawach karnych. Kancelaria Prokuratora Generalnego występuje w sądach i przestrzega regulaminów proceduralnych oraz zasad dowodowych właściwych dla prawa karnego Konga. Prokuratora generalnego zastępować może jego zastępca (fr. substuts du procureur).

## W konstytucji
Według konstytucji Konga, prokurator generalny jest członkiem Najwyższej Rady Magistratu (ang. Superior Council of the Magistrature), rady decydującej o sędziach w Republice Konga.